# 龍虎豹 (1967年電影)
《龍虎豹》是1967年的一套台灣台語武俠電影，於7月8日上映。本片由新高發行，洪信德（劍龍）導演。

## 外部連結
- 開眼電影網上《龍虎豹》的資料（繁體中文）